# 志摩市立成基小学校
志摩市立成基小学校（しましりつ せいきしょうがっこう）は、三重県志摩市磯部町山原785番地にあった、公立小学校。2016年（平成28年）3月31日に閉校し、志摩市立磯部小学校へ統合された。
校舎は2019年（平成31年）2月に代々木高等学校へ貸与され、同校の志摩夏草校舎として利用されている。

## 概要
目指す子ども像に「かしこく やさしく たくましい 成基の子」を掲げ、小規模校ならではの全校児童が一体となった教育活動を進めていた。地域の教育および文化の中心としての機能を担っていた。校舎は2階建てであった。
2013年（平成25年）5月1日時点の児童数は4学級29人で、志摩市内では4番目に児童数が少なかった教員は7人であった。1996年（平成8年）時点では6学級・児童数72人であった。最盛期は1946年（昭和21年）で212人の児童が在籍した。

## 歴史

### 戦前

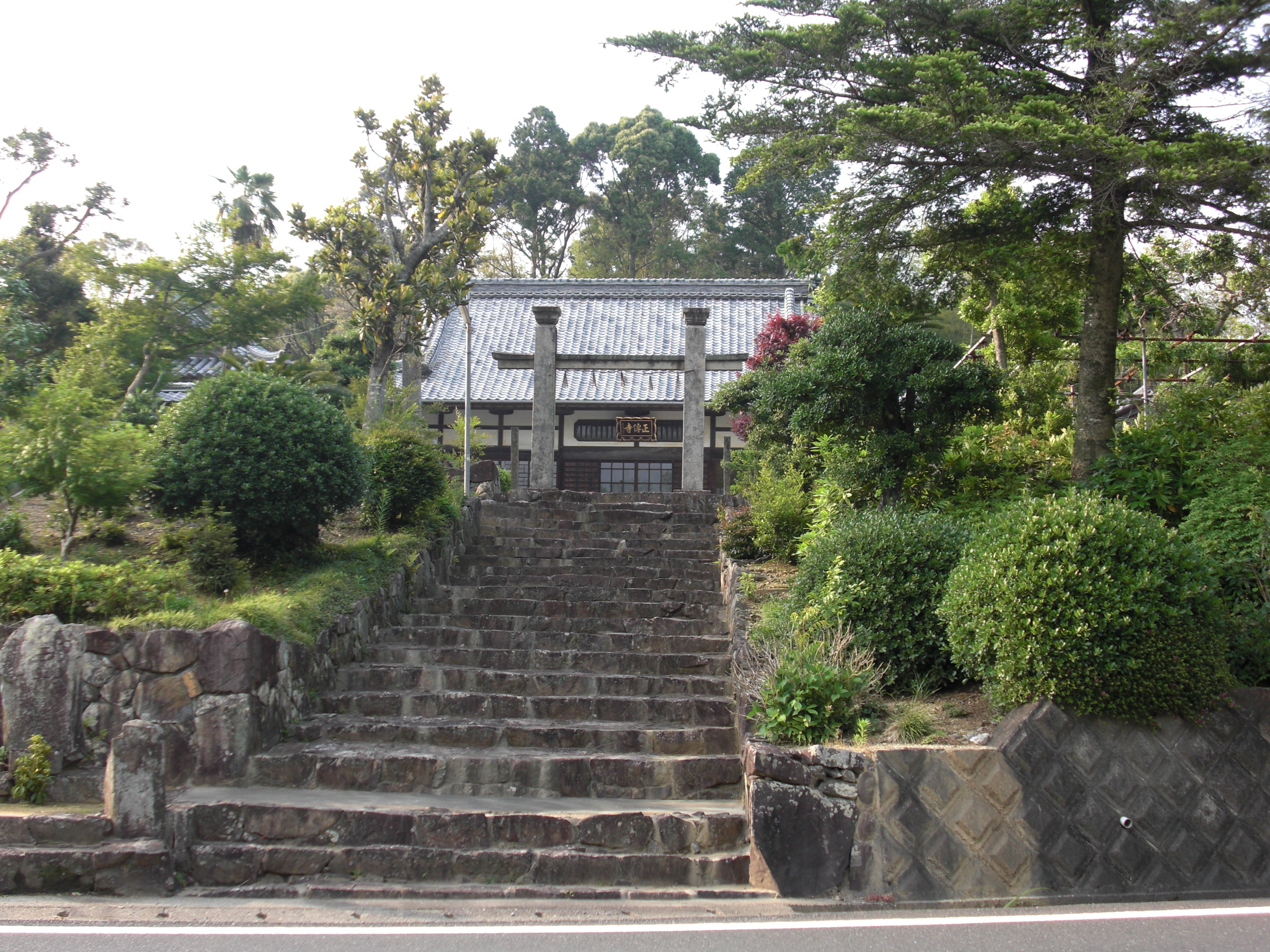
山原学校の設置された正伝寺

1876年（明治9年）、学制の発布により、山原村の正伝寺に開設されていた寺子屋を改組し、「度会郡山原学校」が創立された。同時期に檜山学校も開校している。1883年（明治16年）には山原798番地（現・夏草公民館）に学校が新築され、2013年現在と同じ学区が画定した。1887年（明治20年）、神津佐小学校と統合し、度会郡包蒙小学校山原分校に移行する。
1889年（明治22年）6月22日、独立校に戻り「神原村立成基尋常小学校」に改称した。1902年（明治35年）4月1日に、2年制の高等科を設置し、成基尋常高等小学校となった。これにより、従来磯部高等小学校に通わなければならなかった高等科生は、地元で学ぶことができるようになった。その後、義務教育が4年から6年に延長となったことに伴い尋常科6年と高等科2年の課程に改組、更に高等科卒業生向けの農業補習学校が併設された。
1914年（大正3年）10月に、神原村第二簡易図書館が開設される。1937年（昭和12年）4月、2013年現在と同じ校地である山原792番地へ校舎を新築し、移転した。続いて青年図書室も開設された。1941年（昭和16年）4月1日、神原村成基国民学校に改称する。

### 戦後
第二次世界大戦終結後、図書の整理淘汰が行われた結果、神原村第二簡易図書館は事実上、名前だけが残り学校図書館として存続したが、あまり新着図書は増えなかった。「図書館」は専用の部屋を持たず、廊下で読書させる形式であった。1947年（昭和22年）、神原村立成基小学校に改称、同年開校した神原村立神原中学校成基分校に校舎の一部を貸与した。しかし、神原中成基分校は翌1948年（昭和23年）に廃校となり、磯部村立磯部中学校へ通学するようになった。
1955年（昭和30年）、神原村は分村合併を決め、成基小学校区は磯部町となったため、磯部町立成基小学校に改称する。1960年（昭和35年）の校地面積は1,052坪（≒3,477.7m2）、校舎面積は289坪（≒955.4m2）であり、6学級174人が在籍していた。磯部町は成基小学校の施設整備を行い、1961年（昭和36年）に学校図書館を整備し、1962年（昭和37年）には裁縫室を理科室に改造した。翌1963年（昭和38年）、初代校長の田畑松助の彰功碑が建立された。1965年（昭和40年）には文部省から指定を受け、「家庭教育学級」が開設される。
1972年（昭和47年）4月17日、磯部町学校給食センターが磯部小学校内に開設され、成基小学校でも完全給食が始まった。1975年（昭和50年）3月8日、創立100周年記念式典が挙行され、記念誌も発刊された。同年、保健室が新設され、学校給食研究発表も行われた。環境整備は続き、1977年（昭和52年）に資料室が設置され、1982年（昭和57年）1月28日には体育館が完成した。そして1993年（平成5年）3月25日、新校舎が建設された。児童数が減少する中で、2001年（平成13年）1月16日に同じ小規模校である磯部町立磯部小学校坂崎分校および志摩町立間崎小学校（後に両校とも閉校）との交流会が成基小学校で開かれた。
2004年（平成16年）10月1日、合併により志摩市が発足、志摩市立成基小学校に改称した。同年10月6日にクマが近くの山林で目撃されたとして、10月8日に全校児童にクマよけの鈴が配布された。
2009年（平成21年）、志摩市は小中学校の再編計画を発表、磯部町内の3小学校（成基・磯部・的矢）を統合し、磯部小学校に新校を設置すると発表した。当初は統合に対する反発の声もあったが、次第に統合を受け入れる機運が住民の間で広がっていった。その後再編準備会が立ち上がり、校史を残そうと2014年（平成26年）12月から在校生による木彫りで校歌の板の制作が進められ、2016年（平成28年）1月18日に完成した。この校歌の板は統合先の磯部小学校の図書室に飾られることとなる。2014年（平成27年）4月には閉校記念行事実行委員会が発足し、2015年（平成27年）8月14日に成基小学校で学区内の全地区合同の夏祭りをはじめて開催した。2016年（平成28年）3月18日、最後の卒業式が行われ、5人が卒業した。この時点での在籍児童数は27人であった。そして3月26日には閉校式を挙行、式典では戦中・戦後の混乱期にあって、卒業証書を受け取れなかった人に証書を授与するという場面もあった。3月31日、140年という学校の歴史に幕を下ろした。

### 閉校後
志摩市では2018年（平成30年）2月から3月にかけてサウンディング型市場調査を実施し、成基小学校の跡地利用案を民間から募った。調査には2事業者が参加し、日本語学校および高等学校とする案が提示された。その後、市は賢島に本校を置く株式会社立の通信制高等学校・代々木高等学校と2019年（平成31年）2月1日に賃貸借契約を締結し、同校は2019年（令和元年）後期から志摩夏草校舎として利用を開始した。代々木高校との契約は最初の5年間を無償で貸し出し、6年目から有料に移行するというものである。
志摩市は成基小学校をサウンディング型市場調査から活用へ結び付けたという経験を生かし、多徳島の活用案をサウンディング型市場調査で募ることとなった。

## 教育の特色
児童の学習成果発表の場として「成基フェスタ」を2000年（平成12年）から開催していた。2004年（平成16年）からは、児童が実行委員会を組織し、企画・運営を行うようになった。児童による合奏・劇・紙芝居などの発表と、地域住民が講師となって実施される体験講座が主な内容であった。この「成基フェスタ」と運動会は、児童の保護者だけでなく、学区内の全家庭に参加の呼びかけが行われ、地域ぐるみの交流の場としていた。

## 校歌
校歌は稲田武祐の作詞、小林一夫の作曲で3番まであった。作詞者は成基小学校の卒業生、作曲者は校歌制定時の音楽教師である。3番まであり、楽譜には=108、Moderatoという指示が入っていた。校名や地名など、地域性を表す語句は歌詞に含まれていなかった。
校歌は戦後間もない時期に制定されたが、その後なぜか学校行事で歌われなくなって忘れ去られ、1976年（昭和51年）の創立100周年を機に「校歌探し」が行われ、復活したという経緯がある。

## 通学区域
校区（学区）は以下の通りであった。地区ごとに集団登校が実施されていた。
| - 山原地区 - 夏草地区 | - 栗木広地区 - 檜山地区 |

## 周辺
成基小学校は三重県道16号南勢磯部線と三重県道112号磯部浜島線の交差する「夏草」交差点付近に位置した。三重交通バス「夏草」バス停より徒歩約2分（約100m）であった。